# Nordische Skiweltmeisterschaften 1935/Nordische Kombination Männer
Bei den Nordischen Skiweltmeisterschaften 1935 in Vysoké Tatry (Hohe Tatra), Tschechoslowakei, wurde ein Wettbewerb in der Nordischen Kombination ausgetragen. Dieser setzte sich aus einem Skilanglauf über 18 km und einem Sprunglauf von der K-72,5-Schanze zusammen.

## Wettbewerb
Der Kombinations-Skilanglauf wurde am Freitag, dem, 15. Februar 1935, gemeinsam mit den Langlaufspezialisten ausgetragen. Der Kombinations-Sprunglauf fand auf dem Hallstabacken am Samstag, dem 16. Februar 1935, statt. Jeder Teilnehmer hatte zwei Sprünge zu absolvieren, die beide in die Wertung kamen.

## Medaillengewinner
Weltmeister wurde der norwegische Titelverteidiger Oddbjörn Hagen. Er gewann vor dem Finnen Lauri Valonen. Bronze ging an den Deutschen Wilhelm Bogner.

## Legende
Kurze Übersicht zur Bedeutung der Symbolik – so üblicherweise auch in sonstigen Veröffentlichungen verwendet:
| DNF    | Wettkampf nicht beendet (did not finish)                                                       |
| DNS    | nicht am Start (did not start)                                                                 |
| *      | Sprung als gestürzt gewertet                                                                   |
| HDW    | Hauptverband Deutscher Wintersportvereine der Tschechoslowakischen Republik                    |
| SL RČS | Verband der Skifahrer der Tschechoslowakischen Republik (Svaz lyžařů Republiky československé) |

## Einzel (Großschanze K-72,5/18 km)

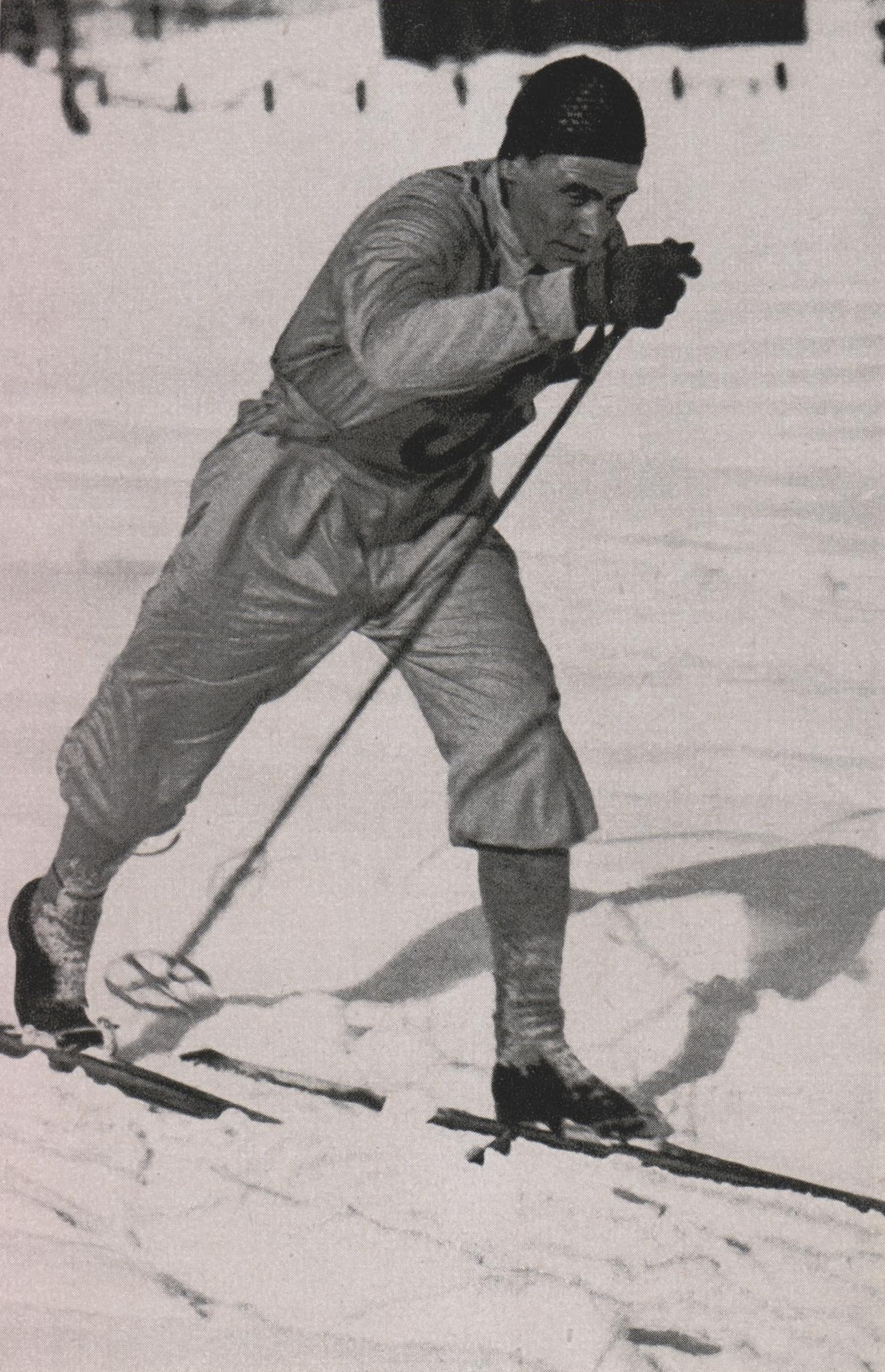
Oddbjørn Hagen konnte seinen Weltmeistertitel verteidigen

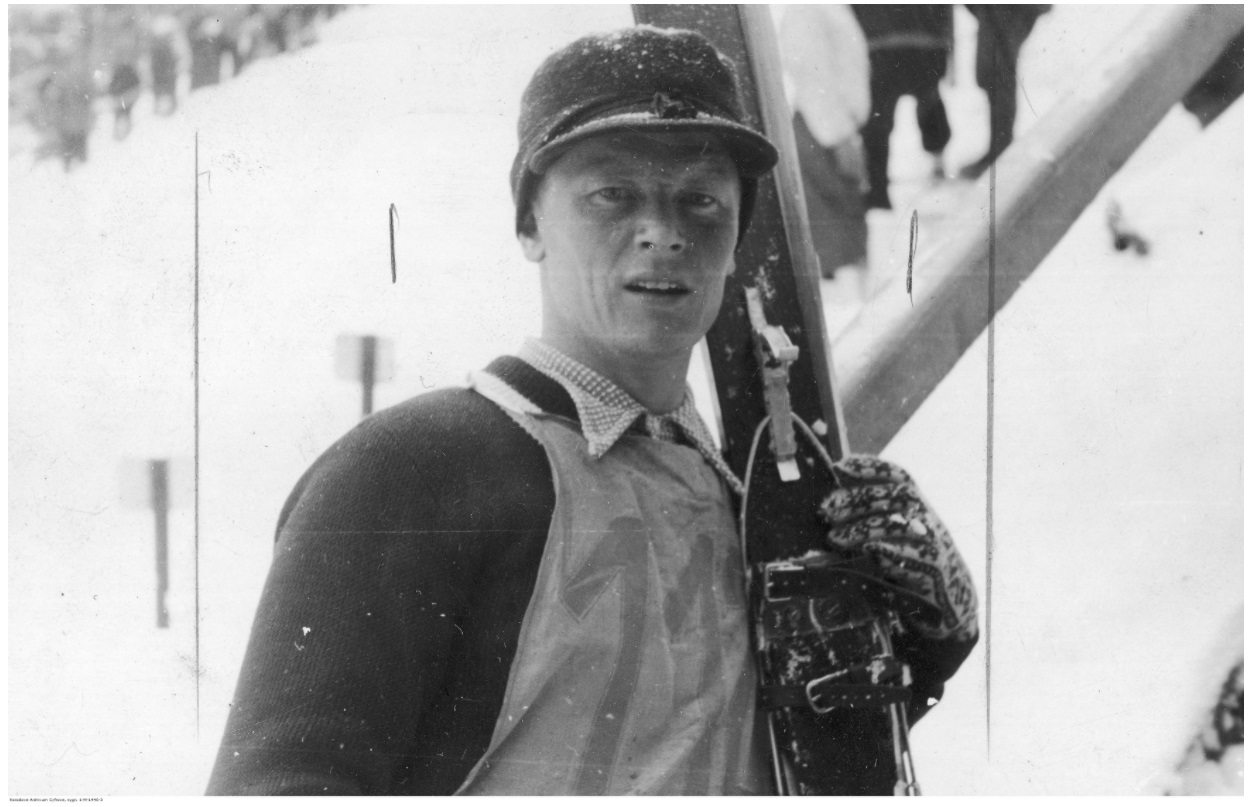
Knapp geschlagen belegte Lauri Valonen Platz zwei

Datum: Freitag, 15. und Samstag, 16. Februar 1935
Austragungsorte:
Skilanglauf: Alt-Schmecks (Starý Smokovec)
Sprunglauf: Jarolímek-Schanze in Tschirmersee (Štrbské Pleso)
Teilnehmer im Sprunglauf: 148 gemeldet; 60 gestartet
Anmerkung:
Der Verband deutscher Wintersportvereine legte beim FIS-Komitee Protest ein, da ihr Teilnehmer Josef Ackermann, der als Ersatzmann einsprang, nicht gewertet wurde. Ackermann wäre in der Gesamtwertung auf den neunzehnten Platz gekommen. Der Ausgang des Protestes ist nicht bekannt.
| Platz | Sportler               | Land                      | Punkte Gesamt | Zeit 18 km    | Punkte 18 km | Rang 18 km | Sprung 1 | Sprung 2 | Punkte Springen | Rang Springen |
| ----- | ---------------------- | ------------------------- | ------------- | ------------- | ------------ | ---------- | -------- | -------- | --------------- | ------------- |
| 1     | Oddbjørn Hagen         | Norwegen                  | 427,60        | 1:28:45,0 h00 | 240,00       | 1          | 57,5 m0  | 53,5 m0  | 187,60          | 8             |
| 2     | Lauri Valonen          | Finnland                  | 422,75        | 1:36:56,0 h00 | 200,25       | 6          | 62,5 m0  | 63,0 m0  | 222,50          | 1             |
| 3     | Wilhelm Bogner         | Deutsches Reich           | 393,00        | 1:36:50,0 h00 | 201,00       | 5          | 57,5 m0  | 56,5 m0  | 192,20          | 6             |
| 4     | Olaf Hoffsbakken       | Norwegen                  | 382,10        | 1:31:47,0 h00 | 225,00       | 2          | 63,0 m0  | 61,5 m*  | 157,10          | ?             |
| 5     | Sigurd Røen            | Norwegen                  | 367,30        | 1:34:25,0 h00 | 211,50       | 4          | 59,5 m*  | 66,5 m0  | 155,80          | ?             |
| 6     | Johann Lahr            | Tschechoslowakei (HDW)    | 363,55        | 1:47:07,0 h00 | 155,25       | ?          | 60,5 m0  | 61,5 m0  | 208,30          | 5             |
| 7     | Hans Hauser            | Österreich                | 354,40        | 1:43:31,0 h00 | 171,00       | 12         | 53,5 m0  | 53,5 m0  | 183,40          | ?             |
| 8     | Gustav Berauer         | Tschechoslowakei (HDW)    | 353,70        | 1:39:17,0 h00 | 188,90       | 10         | 46,0 m0  | 49,0 m0  | 164,80          | ?             |
| 9     | Bronisław Czech        | Polen                     | 351,40        | 1:51:04,0 h00 | 139,50       | ?          | 57,0 m0  | 67,5 m0  | 211,90          | 4             |
| 10    | Hans Vinjarengen       | Norwegen                  | 347,30        | 1:38:00,0 h00 | 195,00       | 9          | 56,5 m0  | 71,0 m*  | 152,30          | ?             |
| 11    | Stanislaw Marusarz     | Polen                     | 339,80        | 1:54:13,0 h00 | 126,00       | ?          | 63,0 m0  | 65,0 m0  | 213,80          | 3             |
| 12    | Sauli Pälli            | Finnland                  | 339,10        | 1:54:50,0 h00 | 123,00       | ?          | 62,0 m0  | 66,5 m0  | 216,10          | 2             |
| 13    | Walter Motz            | Deutsches Reich           | 338,10        | 1:33:48,0 h00 | 214,50       | 3          | 49,0 m0  | 56,0 m*  | 123,60          | ?             |
| 14    | Jaroslav Kadavy        | Tschechoslowakei (SL RČS) | 335,00        | 1:44:09,0 h00 | ?            | ?          | 44,5 m0  | 54,0 m0  | ?               | ?             |
| 15    | Jaroslav Lukeš         | Tschechoslowakei (SL RČS) | 323,70        | ?             | ?            | ?          | 56,0 m0  | 59,0 m0  | 188,70          | 7             |
| 16    | Fidel Wagner           | Deutsches Reich           | 318,25        | 1:43:38,0 h00 | ?            | ?          | ?        | ?        | ?               | ?             |
| 17    | Marian Woyna-Orlewicz  | Polen                     | ?             | 1:52:25,0 h00 | ?            | ?          | 49,5 m0  | 56,0 m0  | ?               | ?             |
| 18    | Michał Górski          | Polen                     | ?             | 1:41:51,0 h00 | ?            | 11         | 44,0 m0  | 57,0 m*  | ?               | ?             |
| 19    | Hames                  | Tschechoslowakei          | ?             | ?             | ?            | ?          | ?        | ?        | ?               | ?             |
| 20    | Srubar                 | Tschechoslowakei          | ?             | 1:50:18,0 h ? | ?            | ?          | ?        | ?        | ?               | ?             |
| 21    | Józef Bursa            | Polen                     | 292,60        | ?             | ?            | ?          | ?        | ?        | ?               | ?             |
| 22    | Gustav Julen           | Schweiz                   | ?             | 1:42:52,0 h00 | ?            | ?          | ?        | ?*       | ?               | ?             |
| 23    | Rudolf Vrana           | Tschechoslowakei (SL RČS) | ?             | ?             | ?            | ?          | ?        | ?        | ?               | ?             |
| 24    | Franz Kraus            | Tschechoslowakei (HDW)    | 264,60        | 1:48:58,0 h00 | ?            | ?          | ?        | ?        | ?               | ?             |
| 24    | Franciszek Mrowca      | Polen                     | 264,60        | ?             | ?            | ?          | ?        | ?        | ?               | ?             |
| 26    | Alfred Knoll           | Tschechoslowakei (HDW)    | ?             | ?             | ?            | ?          | ?        | ?        | ?               | ?             |
| 27    | 000?                   | 000?                      | ?             | ?             | ?            | ?          | ?        | ?        | ?               | ?             |
| 28    | 000?                   | 000?                      | ?             | ?             | ?            | ?          | ?        | ?        | ?               | ?             |
| 29    | Andrzej Marusarz       | Polen                     | 248,50        | 1:59:59,0 h00 | ?            | ?          | 61,0 m*  | 61,0 m0  | ?               | ?             |
| 30    | Jan Haratyk            | Polen                     | 246,30        | 1:59:59,0 h00 | ?            | ?          | ?        | ?        | ?               | ?             |
|       | 0000Weitere Ergebnisse |                           |               |               |              |            |          |          |                 |               |
| ?     | Rudi Matt              | Österreich                | ?             | 1:37:30,0 h00 | ?            | 7          | 55,5 m*  | 51,5 m*  | ?               | ?             |
| ?     | Herbert Leupold        | Deutsches Reich           | ?             | 1:37:48,0 h00 | ?            | 8          | ?        | ?        | ?               | ?             |
| ?     | Peter Radacher         | Österreich                | ?             | 1:47:56,0 h00 | ?            | ?          | ?        | ?        | ?               | ?             |
| ?     | Franz Aschenwald       | Österreich                | ?             | 2:13:30,0 h00 | ?            | ?          | ?        | ?        | ?               | ?             |
| ?     | Max Meinel             | Deutsches Reich           | ?             | ?             | ?            | ?          | ?        | ?        | ?               | ?             |
| ?     | Adolf oder Kilian Ogi  | Schweiz                   | ?             | ?             | ?            | ?          | *        | *        | ?               | ?             |
| ?     | Willi Bernath          | Schweiz                   | ?             | ?             | ?            | ?          | *        | ?        | ?               | ?             |
| ?     | 000?                   | Tschechoslowakei          | ?             | ?             | ?            | ?          | ?        | ?        | ?               | ?             |
| ?     | 000?                   | Tschechoslowakei          | ?             | ?             | ?            | ?          | ?        | ?        | ?               | ?             |
| ?     | 000?                   | Tschechoslowakei          | ?             | ?             | ?            | ?          | ?        | ?        | ?               | ?             |
| ?     | 000?                   | Tschechoslowakei          | ?             | ?             | ?            | ?          | ?        | ?        | ?               | ?             |
| ?     | 000?                   | Tschechoslowakei          | ?             | ?             | ?            | ?          | ?        | ?        | ?               | ?             |
| ?     | 000?                   | Tschechoslowakei          | ?             | ?             | ?            | ?          | ?        | ?        | ?               | ?             |
| ?     | 000?                   | Tschechoslowakei          | ?             | ?             | ?            | ?          | ?        | ?        | ?               | ?             |
| ?     | 000?                   | Tschechoslowakei          | ?             | ?             | ?            | ?          | ?        | ?        | ?               | ?             |
| ?     | 000?                   | Tschechoslowakei          | ?             | ?             | ?            | ?          | ?        | ?        | ?               | ?             |
| ?     | 000?                   | Tschechoslowakei          | ?             | ?             | ?            | ?          | ?        | ?        | ?               | ?             |
| DNF   | Markus Maier           | Österreich                | ?             | 1:47:21,0 h00 | ?            | ?          | *        | DNS      | -               | -             |
| DNF   | Andreas Krallinger     | Österreich                | ?             | 1:54:01,0 h00 | ?            | ?          | *        | DNS      | -               | -             |
| DNF   | František Šimůnek      | Tschechoslowakei (SL RČS) | ?             | ?             | ?            | ?          | DNS      | DNS      | ?               | ?             |
| DNF   | Ján Cífka              | Tschechoslowakei (SL RČS) | ?             | ?             | ?            | ?          | DNS      | DNS      | ?               | ?             |
| DNF   | Jaroslav Feistauer     | Tschechoslowakei (SL RČS) | ?             | ?             | ?            | ?          | DNS      | DNS      | ?               | ?             |

### Zeitungsartikel
- Norges to dager i Hohe Tatra: Oddbjørn Hagen vant kombinert. In: Aftenposten vom 18. Februar 1935, S. 8, Nasjonalbiblioteket, Oslo (norwegisch)
- Den finske leder gikk ikke med på Norges protest mot 2-3 fart i det kombinerte hopprenn, Sportsmanden (norwegisch) vom 18. Februar 1935, S. 10. In Deichmanske bibliotek, Oslo (norwegisch)